# Clasificación de Europa para los Juegos Olímpicos de Seúl 1988
La Clasificación de Europa para los Juegos Olímpicos de Seúl 1988 se llevó a cabo del 10 de septiembre de 1986 al 31 de mayo de 1988 para definir a cinco clasificados a fútbol en los Juegos Olímpicos de Seúl 1988 en la cual participaron 27 selecciones de Europa, incluyendo las selecciones del Pacto de Varsovia que boicotearon los Juegos Olímpicos de Los Ángeles 1984.

## Grupo A

### Ronda Preliminar
| Equipo 1 | Agr. | Equipo 2 | Ida | Vuelta |
| -------- | ---- | -------- | --- | ------ |
| Chipre   | 1–4  | Grecia   | 1–2 | 0–2    |

| 12 de noviembre de 1986 | Chipre    | 1–2 | Grecia                      | Limassol, Chipre |  |
|                         | Savva 45' |     | Samaras 54' · Mbaniotis 64' |                  |  |

| 10 de diciembre de 1986 | Grecia          | 2–0 | Chipre | Thessaloniki, Grecia |  |
|                         | Samaras 72' 77' |     |        |                      |  |

### Fase de grupo
| Pos. | Equipo           | Pts. | PJ | G | E | P | GF | GC | Dif. | Clasificación |
| ---- | ---------------- | ---- | -- | - | - | - | -- | -- | ---- | ------------- |
| 1    | Alemania Federal | 17   | 8  | 5 | 2 | 1 | 16 | 4  | +12  | Clasificado   |
| 2    | Dinamarca        | 16   | 8  | 5 | 1 | 2 | 23 | 5  | +18  |               |
| 3    | Polonia          | 14   | 8  | 4 | 2 | 2 | 11 | 10 | +1   |               |
| 4    | Rumania          | 7    | 8  | 2 | 1 | 5 | 5  | 17 | −12  |               |
| 5    | Grecia           | 3    | 8  | 1 | 0 | 7 | 4  | 23 | −19  |               |

 Fuente: 
| 18 de abril de 1987 | Rumania   | 1–0 | Alemania Federal | Cluj Napoca, Rumania |  |
|                     | Balint 2' |     |                  |                      |  |

| 20 de mayo de 1987 | Grecia | 0–5 | Dinamarca                                                   | Livadeia, Grecia |  |
|                    |        |     | Povlsen 12' · C. Nielsen 16' 27' · Moseby 77' · Vilfort 79' |                  |  |

| 20 de mayo de 1987 | Rumania | 0–0     | Polonia | Cluj Napoca, Rumania |  |
|                    |         | Reporte |         |                      |  |

| 10 de junio de 1987 | Dinamarca                                                                                  | 8–0 | Rumania | Aalborg, Dinamarca |  |
|                     | C. Nielsen 6' 66' 83' · Moseby 28' · Kristensen 30' · Olsen 51' · Povlsen 77' · Jensen 79' |     |         |                    |  |

| 3 de septiembre de 1987 | Rumania           | 1–2 | Dinamarca                  | Bacău, Rumania |  |
|                         | Balint 84' (pen.) |     | K. Nielsen 20' · Olsen 68' |                |  |

| 22 de septiembre de 1987 | Alemania Federal          | 3–0 | Grecia | Offenbach am Main, Alemania Occidental |  |
|                          | Mill 16' 86' · Wuttke 63' |     |        |                                        |  |

| 13 de octubre de 1987 | Alemania Federal                                            | 5–1 | Polonia        | Osnabrück, Alemania Occidental |  |
|                       | Klinsmann 10' 43' · Wuttke 21' · Mill 23' · Hochstätter 90' |     | Sokołowski 34' |                                |  |

| 28 de octubre de 1987 | Polonia | 0–2 (acreditado) | Dinamarca                         | Szczecin, Polonia |  |
| |         |                  | [[Kim Vilfort]\|Vilfort]] 25' 71' |                   |  |
| El partido originalmente terminó 0-2, pero la FIFA anunció el 13 de noviembre de 1987 que Dinamarca alineó a un jugador inelegible (Per Frimann), por lo que el resultado fue anulado y se le otorgó la victoria a Polonia por 2-0. |         |                  |                                   |                   |  |

| 18 de noviembre de 1987 | Dinamarca | 0–1 | Alemania Federal | Åarhus, Dinamarca |  |
|                         |           |     | Wuttke 52'       |                   |  |

| 2 de diciembre de 1987 | Grecia | 0–1 | Polonia  | Ioannina, Grecia |  |
|                        |        |     | Rudy 71' |                  |  |

| 12 de diciembre de 1987 | Grecia | 0–2 | Alemania Federal          | Larissa, Grecia |  |
|                         |        |     | Schreier 32' · Walter 34' |                 |  |

| 16 de marzo de 1988 | Polonia                                       | 5–1 | Grecia      | Rybnik, Polonia |  |
|                     | Wiezik 16' · Furtok 70' 78' 82' · Lesniak 54' |     | Tziolis 10' |                 |  |

| 30 de marzo de 1988 | Alemania Federal | 1–1 | Dinamarca      | Osnabrück, Alemania Occidental |  |
|                     | Görtz 56'        |     | C. Nielsen 75' |                                |  |

| 30 de marzo de 1988 | Polonia     | 1–0 | Rumania | Piotrków Trybunalski, Polonia |  |
|                     | Leaniak 84' |     |         |                               |  |

| 13 de abril de 1988 | Rumania | 0–1 | Grecia      | București, Rumania |  |
|                     |         |     | Alexiou 24' |                    |  |

| 20 de abril de 1988 | Dinamarca                                     | 4–0 | Grecia | Aalborg, Dinamarca |  |
|                     | Povlsen 5' 37' · Laudrup 23' · C. Nielsen 69' |     |        |                    |  |

| 27 de abril de 1988 | Polonia           | 1–1 | Alemania Federal | Chorzów, Polonia |  |
|                     | Furtok 76' (pen.) |     | Mill 89'         |                  |  |

| 18 de mayo de 1988 | Dinamarca                                  | 3–0 | Polonia | Åarhus, Dinamarca |  |
|                    | Kristensen 14' · Povlsen 68' · Vilfort 89' |     |         |                   |  |

| 18 de mayo de 1988 | Grecia                                  | 2–3 | Rumania                                        | Athens, Grecia |  |
|                    | Ioukoudis 24' · Pahatouridis 26' (pen.) |     | Antohi 2' · Vaiscovici 31' · Balint 40' (pen.) |                |  |

| 31 de mayo de 1988 | Alemania Federal                      | 3–0 | Rumania | Dortmund, Alemania Occidental |  |
|                    | Wuttke 38' (pen.) · Klinsmann 57' 73' |     |         |                               |  |

## Grupo 2
| Pos. | Equipo               | Pts. | PJ | G | E | P | GF | GC | Dif. | Clasificación |
| ---- | -------------------- | ---- | -- | - | - | - | -- | -- | ---- | ------------- |
| 1    | Italia               | 18   | 8  | 5 | 3 | 0 | 11 | 1  | +10  | Clasificado   |
| 2    | Alemania Democrática | 15   | 8  | 4 | 3 | 1 | 12 | 5  | +7   |               |
| 3    | Portugal             | 10   | 8  | 2 | 4 | 2 | 4  | 6  | −2   |               |
| 4    | Países Bajos         | 6    | 8  | 1 | 3 | 4 | 6  | 12 | −6   |               |
| 5    | Islandia             | 4    | 8  | 1 | 1 | 6 | 5  | 14 | −9   |               |

 Fuente: 
| 3 de diciembre de 1986 | Países Bajos | 0–1 | Alemania Democrática | Utrecht, Países Bajos |  |
|                        |              |     | Halata 6'            |                       |  |

| 18 de febrero de 1987 | Italia    | 1–0 | Portugal | Lecce, Italia |  |
|                       | Galia 72' |     |          |               |  |

| 25 de febrero de 1987 | Portugal      | 1–1 | Países Bajos   | Porto, Portugal |  |
|                       | Cerqueira 13' |     | van Velzen 17' |                 |  |

| 25 de marzo de 1987 | Alemania Democrática | 0–0 | Italia | Magdeburg, Alemania Oriental |  |
|                     |                      |     |        | Árbitro(s): David Syme       |  |

| 15 de abril de 1987 | Italia                    | 2–0 | Islandia | Pescara, Italia |  |
|                     | Virdis 41' · Tassotti 87' |     |          |                 |  |

| 29 de abril de 1987 | Portugal | 0–0 | Alemania Democrática | Viseu, Portugal                    |  |
|                     |          |     |                      | Árbitro(s): Emilio Soriano Aladrén |  |

| 26 de mayo de 1987 | Islandia                | 2–2 | Países Bajos         | Reykjavík, Islandia |  |
|                    | Torfason 33' 53' (pen.) |     | Meyer 14' · Been 56' |                     |  |

| 2 de septiembre de 1987 | Islandia                     | 2–0 | Alemania Democrática | Reykjavík, Islandia |  |
|                         | Torfason 50' · Þórðarson 80' |     |                      |                     |  |

| 22 de septiembre de 1987 | Alemania Democrática                                       | 4–2 | Países Bajos                | Nordhausen, Alemania Oriental |  |
|                          | Halata 30' (pen.) · Richter 45' · Wuckel 47' · Peschke 85' |     | Gillhaus 32' · Ellerman 44' |                               |  |

| 7 de octubre de 1987 | Portugal                          | 2–1 | Islandia      | Leiria, Portugal |  |
|                      | Coelho 22' · António Aparício 51' |     | Steinsson 59' |                  |  |

| 18 de noviembre de 1987 | Italia      | 1–1 | Alemania Democrática | Roma, Italia |  |
|                         | Pacione 13' |     | Doll 8'              |              |  |

| 24 de febrero de 1988 | Portugal | 0–0     | Italia | Oeiras,, Portugal |  |
|                       |          | Reporte |        |                   |  |

| 9 de marzo de 1988 | Países Bajos | 0–1 | Italia     | Groningen, Países Bajos |  |
|                    |              |     | Virdis 36' |                         |  |

| 29 de marzo de 1988 | Países Bajos | 0–0 | Portugal | Zwolle, Países Bajos   |  |
|                     |              |     |          | Árbitro(s): Vadim Zhuk |  |

| 13 de abril de 1988 | Italia                                | 3–0 | Países Bajos | Padua, Italia |  |
|                     | Carnevale 50' · Virdis 12' (pen.) 80' |     |              |               |  |

| 13 de abril de 1988 | Alemania Democrática                      | 3–0 | Portugal | Aue, Alemania Oriental |  |
|                     | Lindner 67' · Marschall 72' · Richter 85' |     |          |                        |  |

| 27 de abril de 1988 | Países Bajos | 1–0 | Islandia | Doetinchem, Países Bajos |  |
|                     | Brood 53'    |     |          |                          |  |

| 30 de abril de 1988 | Alemania Democrática                   | 3–0 | Islandia | Bischofswerda, Alemania Oriental |  |
|                     | Marschall 25' · Raab 74' · Peschke 88' |     |          |                                  |  |

| 24 de mayo de 1988 | Islandia | 0–1 | Portugal        | Reykjavík, Islandia |  |
|                    |          |     | Chico Faria 88' |                     |  |

| 29 de mayo de 1988 | Islandia | 0–3 | Italia                                  | Reykjavík, Islandia |  |
|                    |          |     | Carnevale 25' · Romano 35' · Virdis 76' |                     |  |

## Grupo C
| Pos. | Equipo  | Pts. | PJ | G | E | P | GF | GC | Dif. | Clasificación |
| ---- | ------- | ---- | -- | - | - | - | -- | -- | ---- | ------------- |
| 1    | Suecia  | 19   | 8  | 6 | 1 | 1 | 13 | 6  | +7   | Clasificado   |
| 2    | Hungría | 16   | 8  | 5 | 1 | 2 | 13 | 8  | +5   |               |
| 3    | España  | 7    | 8  | 1 | 4 | 3 | 9  | 12 | −3   |               |
| 4    | Irlanda | 6    | 8  | 1 | 3 | 4 | 10 | 12 | −2   |               |
| 5    | Francia | 6    | 8  | 1 | 3 | 4 | 9  | 16 | −7   |               |

 Fuente: 
| 19 de noviembre de 1986 | España     | 1–1 | Suecia       | Madrid, España |  |
|                         | Zúñiga 75' |     | Jingblad 63' |                |  |

| 19 de noviembre de 1986 | Irlanda   | 1–2 | Hungría                 | Milltown, Irlanda |  |
|                         | Byrne 59' |     | Rostás 67' · Steidl 79' |                   |  |

| 4 de febrero de 1987 | Irlanda                | 2–2 | España                    | Tolka Park, Irlanda |  |
|                      | Larkin 25' · Byrne 46' |     | Andrinúa 41' · Zúñiga 71' |                     |  |

| 28 de abril de 1987 | Francia | 0–2 | Hungría                 | Aix-en-Provence, Francia |  |
|                     |         |     | Vincze 14' · Plotár 62' |                          |  |

| 5 de mayo de 1987 | Suecia       | 1–0 | Irlanda | Solna, Suecia |  |
|                   | Svensson 90' |     |         |               |  |

| 13 de mayo de 1987 | Hungría                  | 2–1 | España             | Budapest, Hungría |  |
|                    | Plotár 32' · Dzurják 64' |     | Martín Vázquez 35' |                   |  |

| 3 de junio de 1987 | Hungría        | 2–1 | Suecia       | Budapest, Hungría |  |
|                    | Plotár 26' 47' |     | Forsberg 17' |                   |  |

| 16 de junio de 1987 | Suecia                                          | 4–2 | Francia                | Malmö, Suecia |  |
|                     | Engqvist 71' 79' · Forsberg 84' · Hellström 85' |     | Cubaynes 8' · Roux 17' |               |  |

| 11 de agosto de 1987 | Francia     | 1–1 | Irlanda    | Dunkerque, Francia |  |
|                      | Fernier 54' |     | Larkin 17' |                    |  |

| 26 de agosto de 1987 | Irlanda | 0–1 | Suecia        | Dalymount Park, Irlanda |  |
|                      |         |     | Hellström 22' |                         |  |

| 9 de septiembre de 1987 | Suecia        | 1–0 | Hungría | Örebro, Suecia |  |
|                         | Andersson 44' |     |         |                |  |

| 23 de septiembre de 1987 | Suecia                    | 2–0 | España | Skellefteå, Suecia |  |
|                          | Thern 86' · Hellström 87' |     |        |                    |  |

| 13 de octubre de 1987 | España    | 1–2 | Francia                   | Burgos, España |  |
|                       | Ramón 18' |     | Kombouaré 56' · Papin 76' |                |  |

| 18 de noviembre de 1987 | España      | 1–0 | Hungría | Melilla, España |  |
|                         | Eusebio 66' |     |         |                 |  |

| 18 de noviembre de 1987 | Irlanda                      | 3–0 | Francia | Dalymount Park, Irlanda |  |
|                         | Eccles 19' · Bennett 24' 59' |     |         |                         |  |

| 23 de marzo de 1988 | Francia     | 1–1 | España   | Le Havre, Francia |  |
|                     | Fernier 66' |     | Ramón 4' |                   |  |

| 27 de abril de 1988 | Hungría                       | 2–2 | Francia             | Budapest, Hungría |  |
|                     | Katona 51' · Fodor 59' (pen.) |     | Roux 54' · Mege 56' |                   |  |

| 4 de mayo de 1988 | Hungría                             | 3–1 | Irlanda   | Budapest, Hungría |  |
|                   | Melis 25' · Katona 32' · Rubold 88' |     | Barry 84' |                   |  |

| 18 de mayo de 1988 | España        | 2–2 | Irlanda                | Alicante, España |  |
|                    | Ramón 42' 61' |     | Kehoe 17' · Larkin 60' |                  |  |

| 25 de mayo de 1988 | Francia    | 1–2 | Suecia                          | Lens, Francia |  |
|                    | Prieur 40' |     | Andersson 45' · Lönn 47' (pen.) |               |  |

## Grupo D

### Ronda preliminar
| Equipo 1      | Agr. | Equipo 2 | Ida  | Vuelta |
| ------------- | ---- | -------- | ---- | ------ |
| Liechtenstein | 0–19 | Suiza    | 0–10 | 0–9    |

| 10 de septiembre de 1986 | Liechtenstein | 0–10 | Suiza                                                                              | Triesen, Liechtenstein |  |
|                          |               |      | Pellegrini 1' 58' · Sutter 4' 43' 64' · Hertig 27' 49' · Müller 77' 88' · Hegi 80' |                        |  |

| 23 de septiembre de 1986 | Suiza                                                                                       | 9–0 | Liechtenstein | St. Gallen, Suiza |  |
|                          | Pellegrini 30' 32' 71' · Bonvin 47' 90' · Sutter 44' · Hertig 49' · Reitmann 60' · Hegi 62' |     |               |                   |  |

### Fase de grupo
| Pos. | Equipo          | Pts. | PJ | G | E | P | GF | GC | Dif. | Clasificación |
| ---- | --------------- | ---- | -- | - | - | - | -- | -- | ---- | ------------- |
| 1    | Unión Soviética | 20   | 8  | 6 | 2 | 0 | 12 | 2  | +10  | Clasificado   |
| 2    | Bulgaria        | 14   | 8  | 4 | 2 | 2 | 13 | 5  | +8   |               |
| 3    | Suiza           | 9    | 8  | 2 | 3 | 3 | 8  | 10 | −2   |               |
| 4    | Noruega         | 5    | 8  | 0 | 5 | 3 | 1  | 7  | −6   |               |
| 5    | Turquía         | 5    | 8  | 1 | 2 | 5 | 5  | 15 | −10  |               |

 Fuente: 
| 14 de octubre de 1986 | Noruega | 0–0     | Unión Soviética | Oslo, Noruega |  |
|                       |         | Reporte |                 |               |  |

| 8 de noviembre de 1986 | Suiza      | 1–0 | Noruega | Lucerna, Suiza |  |
|                        | Müller 55' |     |         |                |  |

| 3 de diciembre de 1986 | Turquía                    | 3–2 | Suiza                 | Bursa, Turquía |  |
|                        | Yilmaz 26' · Dogan 27' 71' |     | Mottiez 7' · Hegi 80' |                |  |

| 15 de abril de 1987 | Turquía | 0–2 | Unión Soviética              | Izmir, Turquía |  |
|                     |         |     | Lyutyi 23' · Dobrovolski 70' |                |  |

| 16 de abril de 1987 | Suiza      | 1–1 | Bulgaria        | Langenthal, Suiza |  |
|                     | Bonvin 27' |     | Aleksandrov 67' |                   |  |

| 6 de mayo de 1987 | Noruega | 1–1 | Turquía  | Moss, Noruega |  |
|                   | Flo 5'  |     | Demir 1' |               |  |

| 7 de mayo de 1987 | Bulgaria | 0–1 | Unión Soviética    | Sofia, Bulgaria |  |
|                   |          |     | Mykhailychenko 63' |                 |  |

| 26 de mayo de 1987 | Noruega | 0–0     | Bulgaria | Trondheim, Noruega |  |
|                    |         | Reporte |          |                    |  |

| 12 de agosto de 1987 | Unión Soviética | 1–0 | Noruega | Moscow, Unión Soviética |  |
|                      | Lyutyi 48'      |     |         |                         |  |

| 26 de agosto de 1987 | Noruega | 0–0     | Suiza | Tromsø, Noruega |  |
|                      |         | Reporte |       |                 |  |

| 7 de octubre de 1987 | Suiza                       | 2–0 | Turquía | Zürich, Suiza |  |
|                      | Müller 38' · Turkyilmaz 83' |     |         |               |  |

| 28 de octubre de 1987 | Suiza                        | 2–4 | Unión Soviética                                           | Lausanne, Suiza |  |
|                       | Turkyilmaz 16' · Kundert 55' |     | Lyutyi 36' · Dobrovolski 65' (pen.) · Baranauskas 79' 83' |                 |  |

| 14 de noviembre de 1987 | Bulgaria                                | 4–0 | Noruega | Sofia, Bulgaria |  |
|                         | Stoev 12' 24' · Bonchev 68' · Penev 71' |     |         |                 |  |

| 18 de noviembre de 1987 | Turquía | 0–0     | Noruega | Ankara, Turquía |  |
|                         |         | Reporte |         |                 |  |

| 9 de diciembre de 1987 | Turquía | 0–3 | Bulgaria                             | Konya, Turquía |  |
|                        |         |     | Penev 19' · Stoev 30' · Georgiev 81' |                |  |

| 6 de abril de 1988 | Bulgaria                      | 2–0 | Suiza | Sofia, Bulgaria |  |
|                    | Aleksandrov 20' · Bonchev 36' |     |       |                 |  |

| 6 de abril de 1988 | Unión Soviética             | 2–0 | Turquía | Simferopol, Unión Soviética |  |
|                    | Savichev 36' · Borodyuk 86' |     |         |                             |  |

| 27 de abril de 1988 | Unión Soviética                    | 2–0 | Bulgaria | Simferopol, Unión Soviética |  |
|                     | Mykhailychenko 41' · Kuznetsov 72' |     |          |                             |  |

| 10 de mayo de 1988 | Unión Soviética | 0–0 | Suiza | Moscow, Unión Soviética   |  |
|                    |                 |     |       | Árbitro(s): Gerard Biguet |  |

| 25 de mayo de 1988 | Bulgaria                         | 3–1 | Turquía       | Blagoevgrad, Bulgaria |  |
|                    | Dragolov 11' 15' · Mihtarski 53' |     | Tutuneker 55' |                       |  |

## Grupo E
| Pos. | Equipo         | Pts. | PJ | G | E | P | GF | GC | Dif. | Clasificación |
| ---- | -------------- | ---- | -- | - | - | - | -- | -- | ---- | ------------- |
| 1    | Yugoslavia     | 19   | 8  | 6 | 1 | 1 | 17 | 5  | +12  | Clasificado   |
| 2    | Checoslovaquia | 18   | 8  | 6 | 0 | 2 | 10 | 3  | +7   |               |
| 3    | Bélgica        | 10   | 8  | 3 | 1 | 4 | 8  | 13 | −5   |               |
| 4    | Austria        | 6    | 8  | 2 | 0 | 6 | 7  | 11 | −4   |               |
| 5    | Finlandia      | 6    | 8  | 2 | 0 | 6 | 5  | 15 | −10  |               |

 Fuente: 
| 14 de octubre de 1986 | Finlandia | 0–2 | Bélgica                        | Tampere, Finlandia |  |
|                       |           |     | Degryse 57' · Thans 65' (pen.) |                    |  |

| 29 de octubre de 1986 | Checoslovaquia | 2–0 | Bélgica | Praga, Checoslovaquia |  |
|                       | Herda 51' 60'  |     |         |                       |  |

| 18 de noviembre de 1986 | Bélgica                     | 2–3 | Austria                               | Gent, Bélgica |  |
|                         | Beugnies 15' · Goossens 19' |     | Zsak 37' · Spielmann 44' · Werner 63' |               |  |

| 14 de abril de 1987 | Austria                | 2–0 | Checoslovaquia | Salzburg, Austria |  |
|                     | Werner 23' · Marko 36' |     |                |                   |  |

| 12 de mayo de 1987 | Finlandia                 | 2–1 | Austria   | Pori, Finlandia |  |
|                    | Myyry 14' · Niinimaki 21' |     | Marko 89' |                 |  |

| 3 de junio de 1987 | Austria | 0–1 | Yugoslavia | Graz, Austria |  |
|                    |         |     | Tuce 45'   |               |  |

| 10 de junio de 1987 | Finlandia | 0–2 | Checoslovaquia            | Äänekoski, Finlandia |  |
|                     |           |     | Skuhravy 43' · Fieber 59' |                      |  |

| 26 de agosto de 1987 | Yugoslavia                          | 2–1 | Austria       | Maribor, Yugoslavia |  |
|                      | Stojkokvic 16' (pen.) · Katanec 56' |     | Prestling 57' |                     |  |

| 2 de septiembre de 1987 | Yugoslavia                                | 5–0 | Finlandia | Banja Luka, Yugoslavia |  |
|                         | Mihajilovic 11', 57', 61' · Tuce 25', 77' |     |           |                        |  |

| 23 de septiembre de 1987 | Checoslovaquia            | 2–0 | Finlandia | Dunajská Streda, Checoslovaquia |  |
|                          | Moravcik 31' · Drulák 48' |     |           |                                 |  |

| 24 de septiembre de 1987 | Bélgica           | 2–2 | Yugoslavia                 | Charleroi, Bélgica |  |
|                          | Severeyns 6', 74' |     | Savicevic 47' · Kajtaz 70' |                    |  |

| 7 de octubre de 1987 | Bélgica | 0–2 | Checoslovaquia          | Waregem, Bélgica |  |
|                      |         |     | Stas 44' · Skuhravy 78' |                  |  |

| 28 de octubre de 1987 | Checoslovaquia | 1–0 | Yugoslavia | Praga, Checoslovaquia |  |
|                       | Skuhravy 87'   |     |            |                       |  |

| 28 de octubre de 1987 | Bélgica     | 1–0 | Finlandia | Liège, Bélgica |  |
|                       | Schoofs 67' |     |           |                |  |

| 11 de noviembre de 1987 | Austria | 0–1 | Bélgica    | Linz, Austria |  |
|                         |         |     | Boffin 71' |               |  |

| 2 de diciembre de 1987 | Yugoslavia                                 | 4–0 | Bélgica | Petrinja, Yugoslavia |  |
|                        | Savicevic 28' · Juric 47' · Jozic 56', 67' |     |         |                      |  |

| 12 de abril de 1988 | Checoslovaquia | 1–0 | Austria | Nitra, Checoslovaquia |  |
|                     | Danek 67'      |     |         |                       |  |

| 27 de abril de 1988 | Yugoslavia    | 1–0 | Checoslovaquia | Petrinja, Yugoslavia |  |
|                     | Cvetkovic 51' |     |                |                      |  |

| 18 de mayo de 1988 | Finlandia   | 1–2 | Yugoslavia                | Mikkeli, Finlandia |  |
|                    | Nikkilä 12' |     | Savicevic 28' · Binic 47' |                    |  |

| 31 de mayo de 1988 | Austria | 0–2 | Finlandia              | Wolfsberg, Austria |  |
|                    |         |     | Nikkilä 64' · Lius 90' |                    |  |

## Clasificados
- Alemania Federal
- Italia
- Suecia
- Unión Soviética
- Yugoslavia